# ТЕЦ Бляховня
ТЕЦ Бляховня – теплоелектроцентраль на півдні Польщі за десяток кілометрів на захід від Ченстохови.
У 1942 році німецька влада почала будівництво хімічного заводу IG Farben Industria, у комплексі з яким звели теплоелектроцентраль. В 1945-му обладнання цього об’єкту вивезли до СРСР. Генерація енергії на майданчику відновилась лише у 1957 році, коли став до ладу енергоблок з двома паровими котлами ОР-120 розробки австрійської компанії Pauker та конденсаційною турбіною Siemens потужністю 55 МВт. До 1959-го звели ще три такі ж блоки, а в 1960-му стали до ладу два блоки, кожен з яких мав один котел Benson та турбіну тієї ж Siemens потужністю 70 МВт.
Для забезпечення зростаючих потреб Zakłady Chemiczne Blachownia у тепловій енергії в 1968-му запустили два парові котли ОР-215 виробництва компанії Rafako (Рацибуж) та дві теплофікаційні турбінив потужністю 28,5 МВт та 32,5 МВт, постачені ельблонзькою Zamech.
Станом на початок 1980-х електрична та теплова потужність станції становила 421 МВт та 294 МВт відповідно. Втім, невдовзі цей показник почав зменшуватись за рахунок виводу застарілого обладнання. У 2010-х роках на ТЕЦ продовжували працювати 5 котлів Pauker ОР-120, які живили модернізовані до теплофікаційного варіанту турбіни №1 та №2, а також конденсаційну турбіну №4.
Первісно станція споживала вугілля, проте в 1994–1996 роках була модернізована під використання коксового газу, для подачі якого з коксохімічного заводу Здзешовіце спорудили трубопровід довжиною 17 км. При роботі лише на ньому ТЕЦ може досягати електричної потужності у 83 МВт. 
Видача продукції відбувається по ЛЕП, розрахованій на роботу під напругою 110 кВ.